# IC 4699
IC 4699 је планетарна маглина у сазвјежђу Телескоп која се налази на листи објеката дубоког неба у Индекс каталогу.
Деклинација објекта је - 45° 59' 0" а ректасцензија 18h 18m 32,0s. Привидна величина (магнитуда) објекта IC 4699 износи 13,0 а фотографска магнитуда 11,9. IC 4699 је још познат и под ознакама PK 348-13.1, ESO 280-PN8.